# Place Jules-Senard
La place Jules-Senard est une voie du 19e arrondissement de Paris, en France.

## Situation et accès
La place Jules-Senard est une voie publique située dans le 19e arrondissement de Paris. Elle débute au 1, avenue de la Porte-des-Lilas et se termine en impasse.

## Origine du nom

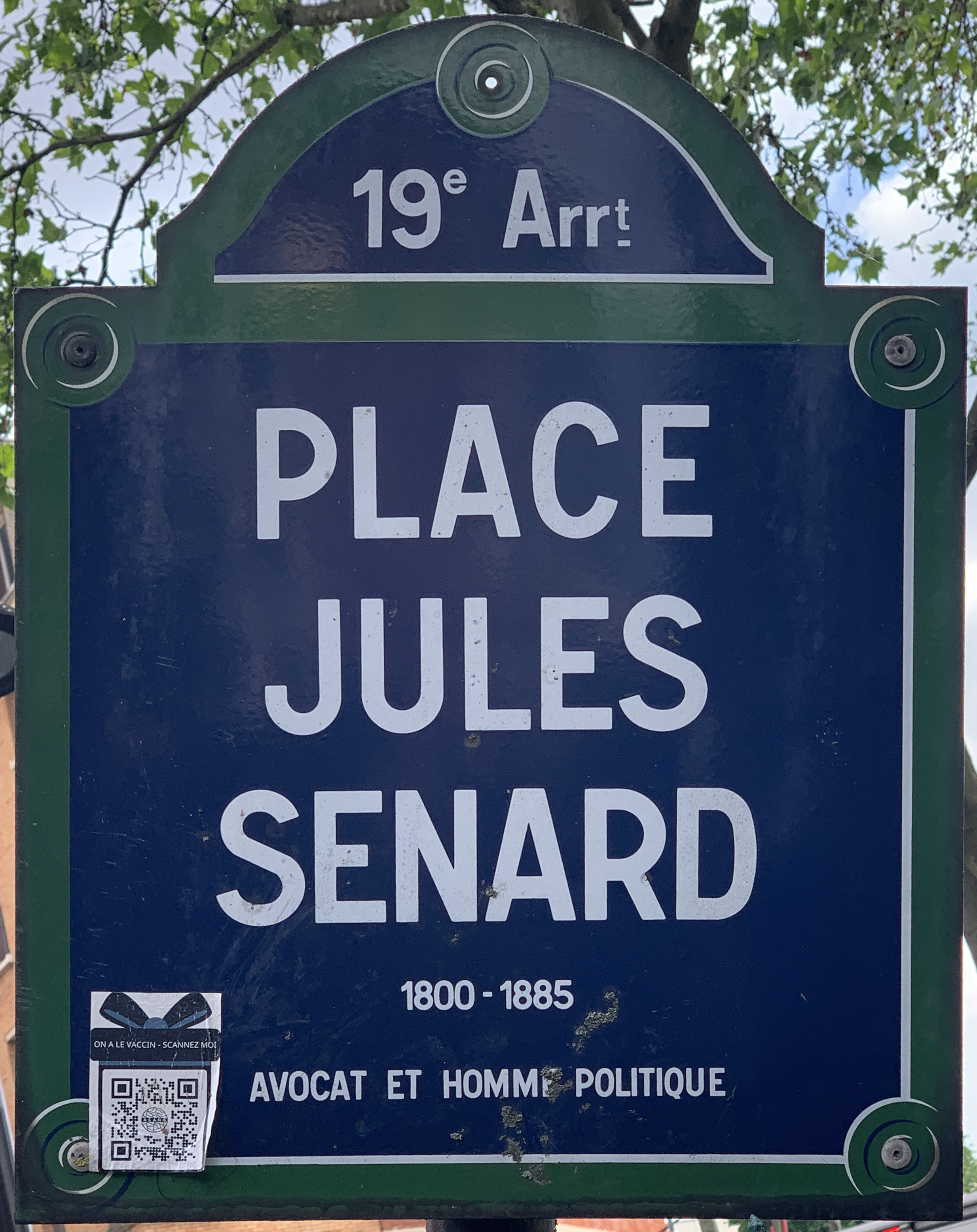
Plaque de la place.

Elle porte le nom de l'avocat, bâtonnier de l'ordre des avocats de Paris et homme politique français Jules Antoine Senard (1800-1885), qui fut organisateur de l'un des banquets réformistes qui marquèrent les débuts de la révolution de 1848 et ministre de l'Intérieur de juin à octobre 1848.

## Historique
La voie est créée sous le nom provisoire de « voie BB/19 » et prend sa dénomination actuelle par un arrêté municipal du 26 novembre 1984.